# The Legend of William Tell
Pour l’article homonyme, voir Guillaume Tell (homonymie).
The Legend of William Tell est une série télévisée néo-zélandaise en 16 épisodes de 50 minutes, créée par Harry Duffin d'après le héros légendaire Guillaume Tell, diffusée entre le 30 août et le 20 décembre 1998 sur le réseau WAM!. La série a été diffusée en France sur Canal J.

## Synopsis
Dans le royaume de Kale, le cruel et despote Xax avec la complicité d'un druide sachant utiliser la magie noire nommé Kreel détrône la princesse Vara. La sorcière Kalem forme un groupe de rebelles avec à sa tête William Tell, un archer...

## Distribution
- Kieren Hutchison : William Tell
- Beth Allen : Princesse Vara
- Andrew Robertt : Xax
- Ray Henwood : Kreel
- Nathaniel Lees : Leon

## Épisodes
1. Les yeux de Shaytana (Shaytana's Eye)
2. La cinquième colonie (The Fifth Column)
3. Les évadés de la terreur (Escape Into Fear)
4. L'ombre et la lumière (Darkness and Light)
5. La vallée oubliée (Hidden Valley)
6. Le défi (The Challenge)
7. L'esprit de Kale (The Spirit of Kale)
8. L'essaim (Swarm)
9. L'apprenti sorcier (The Sorcerer's Apprentice)
10. Le château de l'incertain (Master of Doubt)
11. Les mangeurs de lotus (The Lotus Eaters)
12. La tombe du guerrier inconnu (The Tomb of the Unknown Warrior)
13. Le labyrinthe (The Labyrinth)
14. Doppelganger (Doppelganger)
15. Le combat (Combat)
16. La résurrection (Resurrection)

## Commentaires
La série n'a qu'un très lointain rapport avec le personnage de Guillaume Tell dont seuls quelques éléments historiques ont été repris pour une toute nouvelle adaptation. Ici, la place est largement prise par le fantastique, avec des créatures extraordinaires inspirées par l'héroic fantasy.